# Vistas de Nunciatura
Vistas de Nunciatura  es una torre de uso residencial que consta de 18 pisos y 124 apartamentos, construdio a partir de  2011 e inaugurado en 2013. Está localizado frente al parque Perú, ubicado en Nunciatura en San José de Costa Rica. Su nombre se atribuye a su cercanía con la Nunciatura apostólica de la Santa Sede en ese país centroamericano.
Su estructura, de alrededor de 76.95 m de altura, se encuentra dentro de los edificios más altos del país.

## Historia
La torre formó parte del intenso desarrollo inmobiliario en proyectos habitacionales similares, en la capital. Para ello, la empresa colombiana Grupo Leumi  desarrolló  el diseño y la posterior  construcción del inmueble, iniciando con los trabajos a mediados de 2011.
La  obra  tuvo como destinatarios  todo público con cierto nivel de ingresos; desde profesionales jóvenes solteros y parejas, hasta adultos mayores. Los apartamentos (124 en total) son de una y dos habitaciones y tienen entre 83 y 124 metros cuadrados, incluyendo el espacio para parqueo.
En cuanto a las áreas recreativas, “hay casi 2.500 metros cuadrados en todo el edificio” comentó Ariel Saffati, director de Ventas.
En el primer nivel sobre la acera, se encontrará un gimnasio. En el segundo, una sala de fiestas con terraza, que además se conecta al área de la piscina y jardines.
Del tercero al decimoquinto nivel, estarán los apartamentos convencionales, es decir los anteriormente mencionados. Estos con un precio entre $148 mil y $290 mil aproximadamente. 
En los pisos, 16, 17 y 18 habrá apartamentos de la misma cantidad de habitaciones, pero además cuentan con una pequeña terraza. Estos miden 150 metros cuadrados y su precio ronda los $360 mil. Por último, la torre tendrá en la cubierta, es decir sobre el piso 18, más área verde de uso común. 
La comercialización en preventa comenzó en diciembre y en la actualidad 74 apartamentos ya están vendidos, aseguró Leon Bibas, vicepresidente del Grupo.
Esta no fue la primera obra inmobiliaria del Grupo Leumi en Costa Rica. Los mismos empresarios estuvieron detrás del desarrollo del Centro Comercial Atlantis Plaza en Escazú entre otros. Además tienen más desarrollos en mente.
“Tenemos planes de proyectos interesantes de oficinas, de apartamentos de playa y probablemente un hotel”, comentó Stanley Rattner, presidente del Grupo Leumi.
Vistas de Nunciatura se suma a otras edificaciones habitacionales en los alrededores de la Sabana, los cuales son parte del programa de repoblamiento liderado por la Municipalidad de San José y apoyado por firmas inmobiliarias convencidas del potencial de la capital.
“Ponemos énfasis no solo en el tema del repoblamiento urbano sino en la reactivación de San José como centro financiero, porque no tiene sentido construir en la periferia, donde los trabajadores solo pueden llegar en autos privados a su trabajo, mientras que en el centro de la ciudad está el transporte público”, dijo Sergio Corella, director ejecutivo de Fortia Investment, firma dedicada a la promoción en Europa de proyectos inmobiliarios en Costa Rica. .

## Servicios
- Más de 1,300 m² de áreas recreativas
- Salón de Fiestas
- Piscina
- Gimnasio
- Ventilación Natural
- Iluminación Natural
- Business Center
- Salón de Reuniones